# Metacheiromys
Metacheiromys és un gènere de mamífer extint de la família dels metaquiròmids. Se n'han trobat restes fòssils a Wyoming i Colorado (Estats Units). Era de dimensions comparables a les d'un armadillo de mida petita a mitjana. Probablement tenia una dieta mirmecòfaga, és a dir, s'alimentava de formigues.